# 早川町

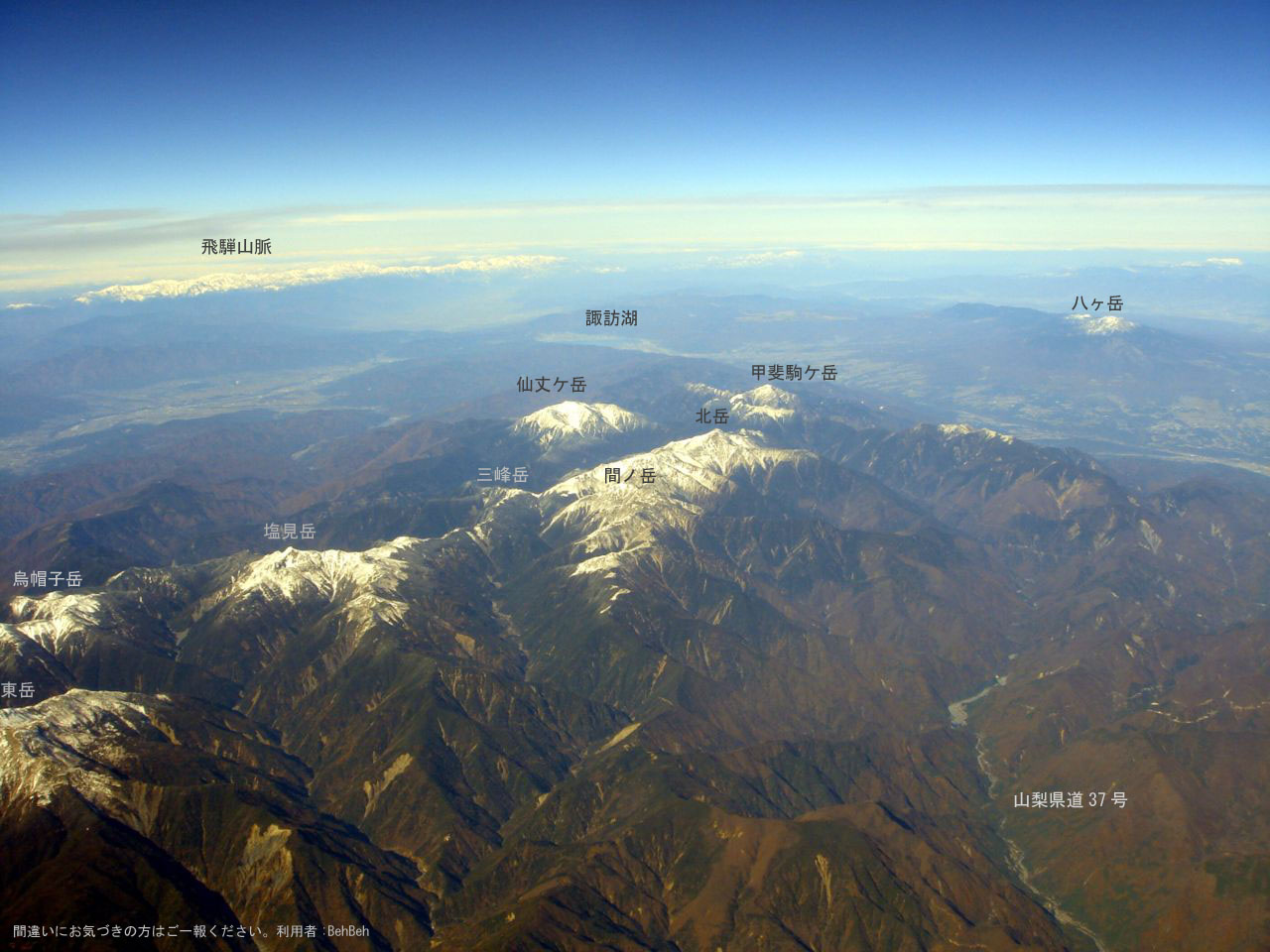
南アルプス上空より見る早川町の山梨県道37号南アルプス公園線。県道沿いに早川が流れる（2006年11月）。

早川町（はやかわちょう）は、山梨県の南西端の国中地方にある町で、静岡県と県境を接している。
住民基本台帳に基づく人口が2021年3月1日付で960人となり、自然人口が日本一少ない町（福島第一原子力発電所事故による影響を受けている福島県内の町を除く）である。2023年12月までは「町」で唯一人口1000人未満となっていたが、2024年1月の推計人口で京都府相楽郡笠置町が1000人を割ったため、唯一ではなくなった。山梨県内の町としては最西端に位置している。また、特定非営利活動法人「日本で最も美しい村連合」のひとつでもある。

## 概要
早川町は複数の市、町、区に接しているものの、道路自体がなかったり、乗用車が通れなかったり（マイカー規制）するため、実質的には早川沿いの県道37号南アルプス公園線が、町外へ通じる唯一の道となっている。過去の歴史から、特定の苗字が多く、人口の約4割の姓が望月である。住民アンケートの結果により、2002年3月、旧・合併特例法の期限内には合併しないとの決断を下した。

## 地理
北部・西部を南アルプス（赤石山脈）、東部を櫛形山系、南部を身延山地に囲まれた山間地域。面積の約96%は山林となっており、急峻な地形に40ほどの集落が点在している。町のほぼ中央を、町名の由来にもなった富士川の支流早川が貫流している。
標高
- 最高：3189m（間ノ岳山頂）
- 最低：約330m（山吹発電所付近）

### 地形

#### 山地
主な山
- 間ノ岳
- 農鳥岳
- 笊ヶ岳
- 行田山

#### 河川
主な川
- 早川
- 春木川
- 雨畑川

#### 湖沼
主な湖
- 奈良田湖（西山ダム）
- 雨畑湖（雨畑ダム）

### 地域
- 西山（にしやま） - 旧西山村
- 三里（みさと） - 旧三里村
- 都川（みやこがわ） - 旧都川村
- 五箇（ごか） - 旧五箇村
- 本建（もとだて） - 旧本建村
- 硯島（すずりしま） - 旧硯島村

### 人口
| |                                        |  |
| 早川町と全国の年齢別人口分布（2005年） | 早川町の年齢・男女別人口分布（2005年） |  |
| ■紫色 ― 早川町 ■緑色 ― 日本全国 | ■青色 ― 男性 ■赤色 ― 女性              |  |
| 早川町（に相当する地域）の人口の推移 \| 1970年（昭和45年） \| 4,862人 \| \| \| 1975年（昭和50年） \| 3,777人 \| \| \| 1980年（昭和55年） \| 3,005人 \| \| \| 1985年（昭和60年） \| 2,651人 \| \| \| 1990年（平成2年） \| 2,269人 \| \| \| 1995年（平成7年） \| 1,977人 \| \| \| 2000年（平成12年） \| 1,740人 \| \| \| 2005年（平成17年） \| 1,534人 \| \| \| 2010年（平成22年） \| 1,246人 \| \| \| 2015年（平成27年） \| 1,068人 \| \| \| 2020年（令和2年） \| 1,098人 \| \| |                                        |  |
| 総務省統計局 国勢調査より |                                        |  |
| 1970年（昭和45年） | 4,862人                                |  |
| 1975年（昭和50年） | 3,777人                                |  |
| 1980年（昭和55年） | 3,005人                                |  |
| 1985年（昭和60年） | 2,651人                                |  |
| 1990年（平成2年） | 2,269人                                |  |
| 1995年（平成7年） | 1,977人                                |  |
| 2000年（平成12年） | 1,740人                                |  |
| 2005年（平成17年） | 1,534人                                |  |
| 2010年（平成22年） | 1,246人                                |  |
| 2015年（平成27年） | 1,068人                                |  |
| 2020年（令和2年） | 1,098人                                |  |

### 隣接する自治体・行政区
山梨県
- 南アルプス市
- 南巨摩郡
  - 富士川町
  - 身延町

静岡県
- 静岡市（葵区）

## 歴史

### 古代
山間部で平坦地が少ない河内地方では先史・古代の遺跡は少ないが、1974年（昭和49年）から翌1975年（昭和50年）にかけて町史編纂に伴う調査により、町域では19遺跡の存在が確認された。多くは縄文時代の集落遺跡で河川沿いの河岸段丘に点在し、縄文早期末頃から縄文前期後半に遺跡数が増大し、縄文後期後半には減少に転じる。
古代の律令制下では巨摩郡に属する。

### 中世
鎌倉時代
中世には鎌倉時代に身延山に草庵を結んだ日蓮の書簡に「早河」の地名が見られる。
戦国時代
戦国期には河内領主の穴山氏が支配し、町域には黒桂山・保山の金山が開発された。

### 近世
江戸時代
- 甲斐国志によると、早川入りに、初鹿島村、小縄・高住・赤沢村、榑坪村（くれつぼむら）、千須和村（せんずわむら）、薬袋村（みないむら）、塩之上村、笹走村、大島村、雨畑村、草塩村、京ヶ嶋村、保村（ほうむら）、黒桂村、西之宮村、早川村、大原野村、新倉村、湯島村、奈良田村の19ヶ村があった。

### 沿革
昭和
- 1956年（昭和31年）9月30日 - 明治の合併で発足した本建村（もとだてむら）、五箇村（ごかむら）、硯島村（すずりしまむら）、都川村（みやこがわむら）、三里村（みさとむら）、西山村（にしやまむら）が合併して早川町が発足。

## 政治

### 行政

#### 首長
町長
- 辻 一幸（1980年-2024年)

- 深沢肇 (2024年-) [3]

## 対外関係

### 姉妹都市・提携都市

#### 国内
提携都市
- 品川区（関東地方 東京都）
  - 1990年（平成2年）4月 - 「ふるさと交流協定」を締結。

その他
- 日本で最も美しい村連合
  - 山梨県から唯一加盟している。

## 経済
近世から高度経済成長期までは、自給的食糧生産である焼畑と現金収入の道である林業・木工業、鉱山労働、養蚕、換金作物の栽培（コウゾ、ミツマタ、タバコ、コンニャク、シイタケなど）との複合的な生業が営まれてきた。
町中部の茂倉（もぐら）集落の特産である「茂倉うり」のように、他地域との往来が少ない町ならではの伝統野菜もある。
太平洋戦争後は、林業や建設業、養豚などの産業も台頭した。
しかし、現在では林業・養豚は主要産業とは言えず、建設業も縮小している。
発電所
- 東京電力リニューアブルパワー早川第一発電所早川第一発電所

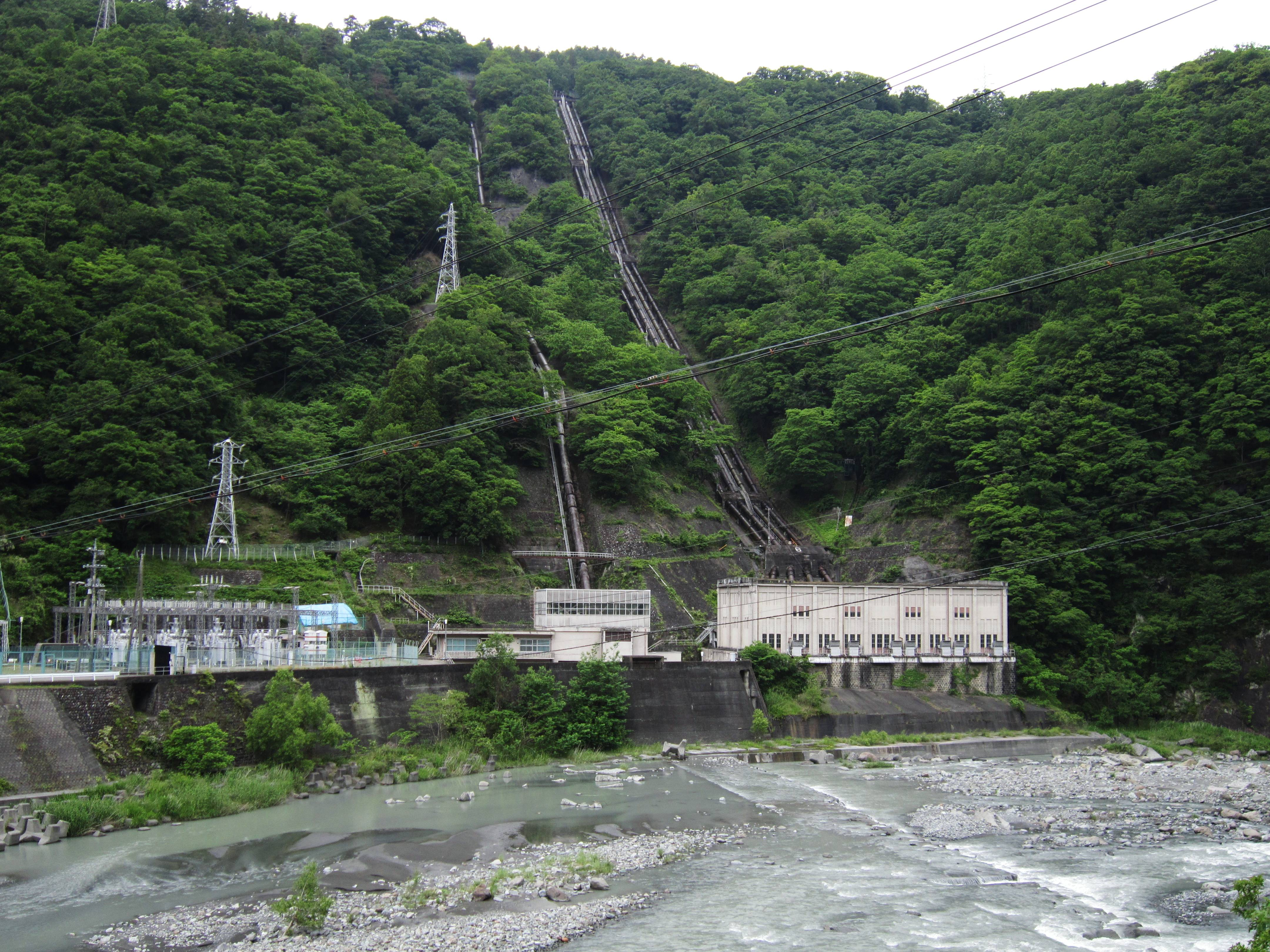
早川第一発電所

## 生活基盤

### ライフライン

#### 電力
- 東京電力パワーグリッド

### 警察
警察署
- 山梨県警察 南部警察署(南巨摩郡南部町南部9335-1)

### 消防
本部
- 峡南広域行政組合消防本部 (西八代郡市川三郷町下大鳥居27)

消防署
- 中部消防署（南巨摩郡身延町下山231-52）

分駐所
- 早川分駐所（南巨摩郡早川町大原野224-1）

## 教育
2012年（平成24年）度より、町内の小中学校に通学する児童・生徒の教材費や給食費、修学旅行費など義務教育にかかる経費の完全無償化に取り組んでいる。

### 中学校
町立
- 早川町立早川中学校

### 小学校
町立
- 早川町立早川南小学校
- 早川町立早川北小学校

## 交通

### 鉄道
町内を鉄道路線は通っていない。鉄道を利用する場合の最寄り駅は東海旅客鉄道（JR東海）身延線の波高島駅となるが、特急停車駅では同下部温泉駅が利用しやすい。

### バス

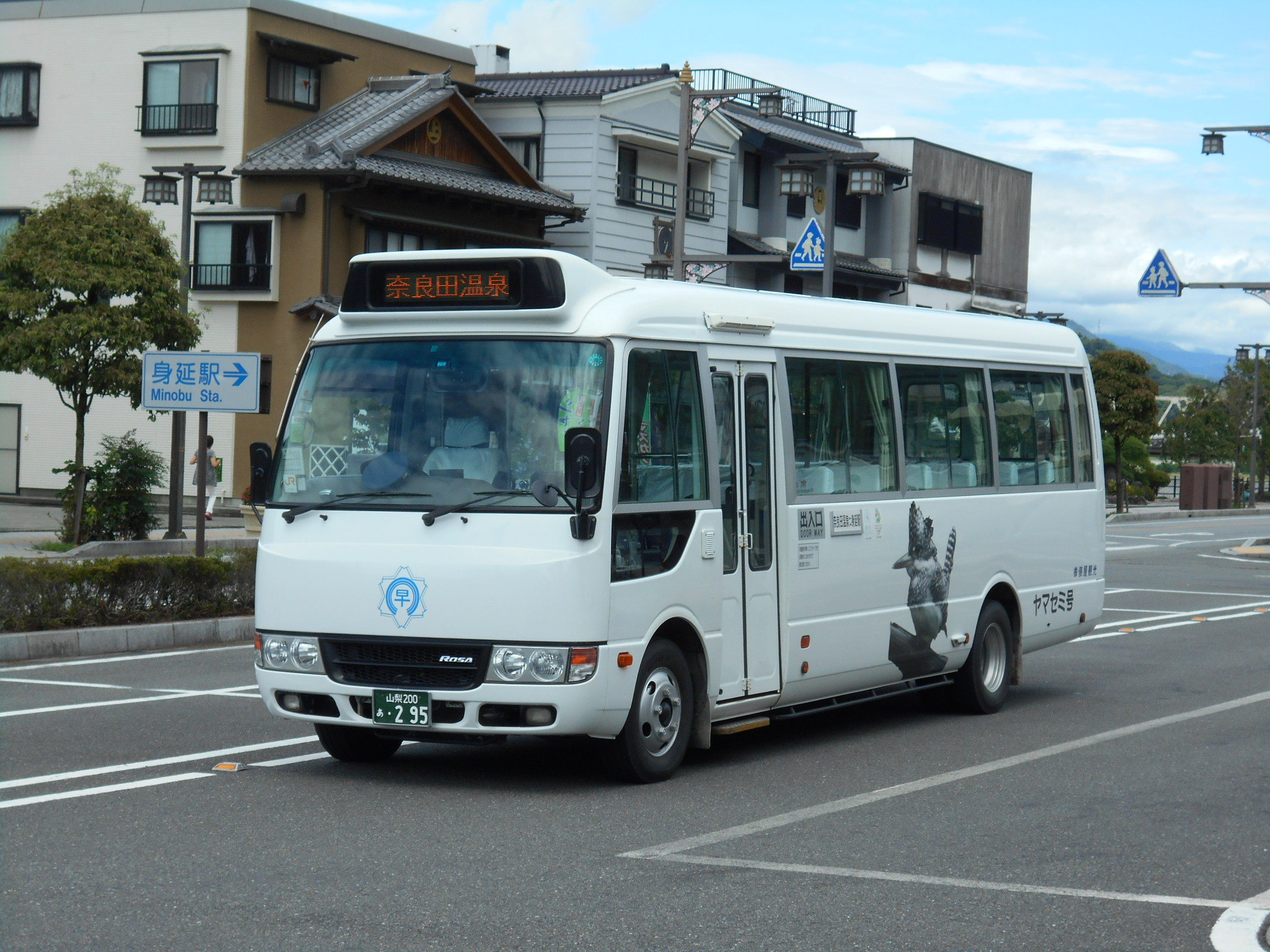
早川町乗合バス

#### 路線バス
コミュニティバスとして、身延線下部温泉駅や身延駅へ向かう早川町乗合バスが1日5往復運行されている。

### 道路
山梨県の市町村で、唯一国道が通っていない。県道も以下の2路線のみで、他は全て町道または私道である。
県道37号は奈良田より北の区間が夏季はマイカー規制（タクシーや路線バス、緊急車両、その他山梨県から許可を貰った車両のみ通行可）、冬季は閉鎖されているため、自家用車やトラックは通行不可である。県道810号はその先の井川雨畑林道が静岡県静岡市葵区（旧井川村）に繋がっているが、長期に渡り通行止となっている。よって町外へ接続している一般車両が通行できる道路は県道37号の身延町へ抜ける区間のみであり、当道路が大雨や大雪で閉鎖されると町外へ移動する手段がなくなる。
不測の事態に備え、各家庭では食料備蓄を行っているが、緊急時の交通手段確保のため、奈良田地区から南アルプス市の芦安地区へ抜ける早川芦安連絡道路の建設事業がある。

#### 高速道路
高速道路の最寄りインターチェンジは、身延町にある中部横断自動車道下部温泉早川ICである。

#### 県道
- 山梨県道37号南アルプス公園線
- 山梨県道810号雨畑大島線

## 観光

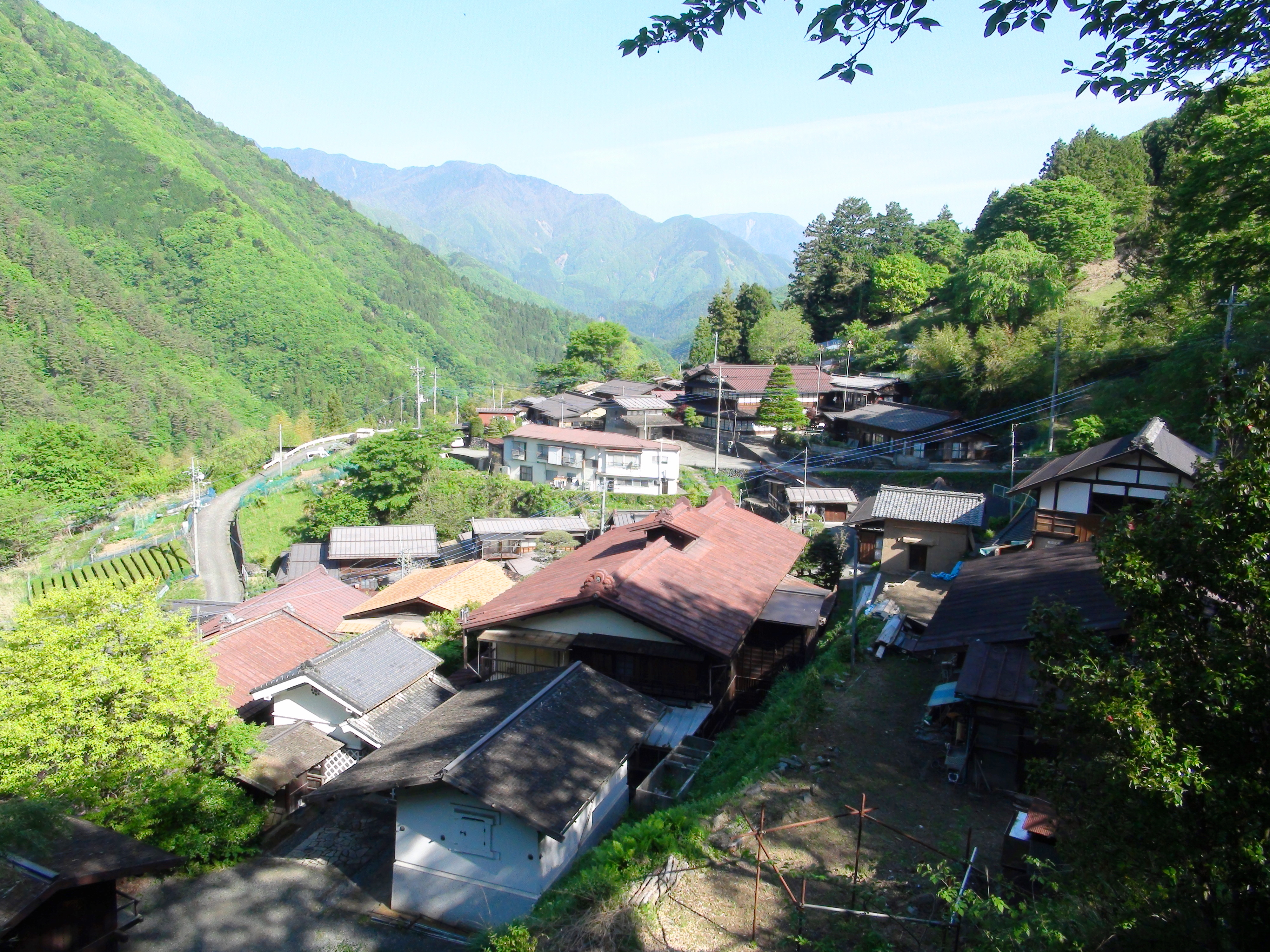
赤沢宿

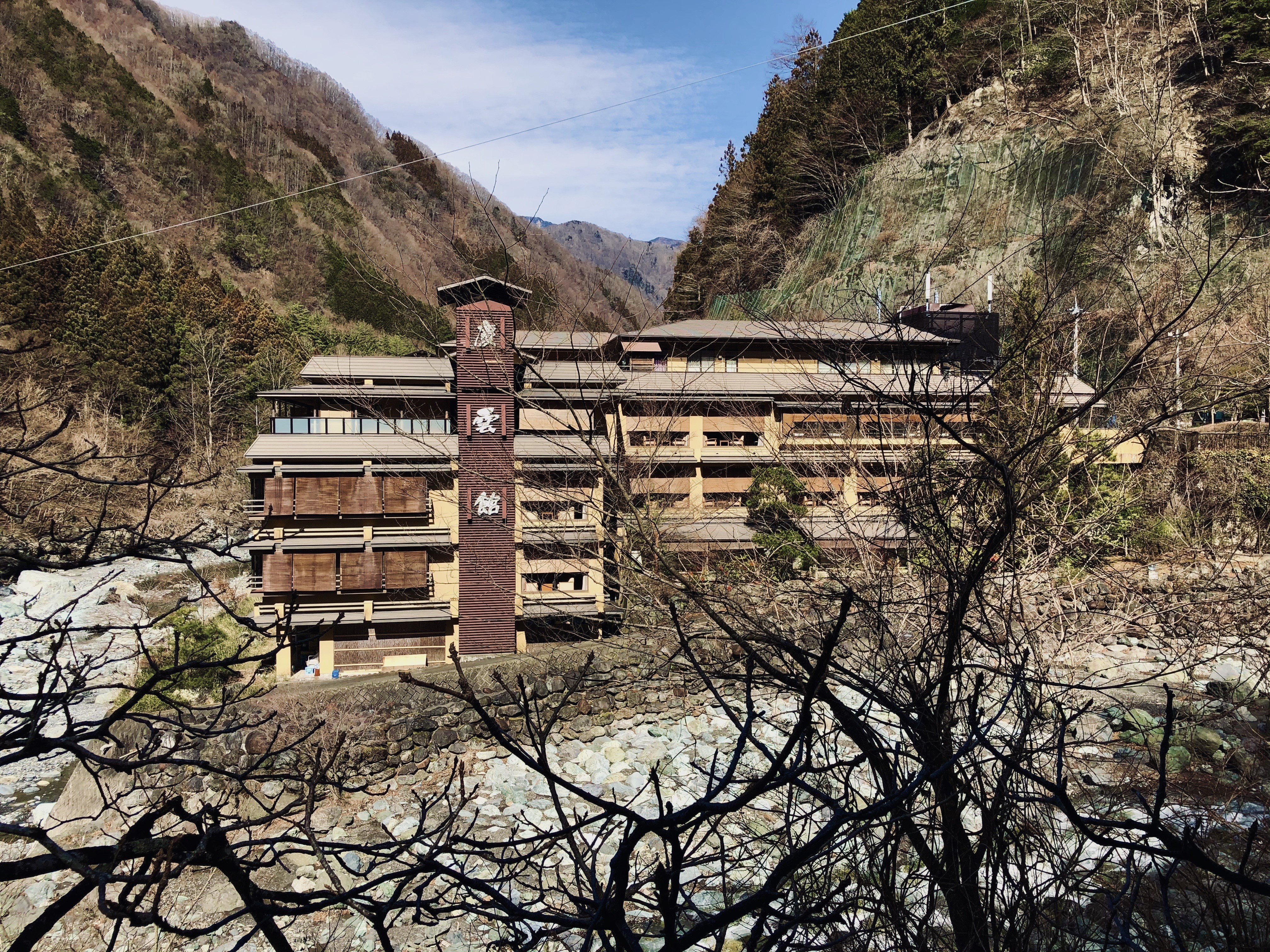
慶雲館

### 名所・旧跡
宿場・街道
- 駿州往還
  - 赤沢宿：身延山と七面山を結ぶ参詣道の途中にある講中宿。国の重要伝統的建造物群保存地区として選定。

そば処武蔵屋：2005年に開業した地元女性のスモールビジネスによる蕎麦屋。

### 観光スポット
温泉
- 奈良田温泉
- 西山温泉：当地にある慶雲館は世界最古の旅館としてギネスワールドレコーズから認定を受けている。
- 雨畑湖温泉
- 光源の里温泉

天然記念物
- 湯島の大杉：下湯島の山王神社境内にある山梨県指定の天然記念物（1958年（昭和33年）6月19日指定）。樹高45m、幹囲11.1m、推定樹齢は伝承1200年、山梨県内で最も大きな杉の木である。
- 新倉の糸魚川－静岡構造線（新倉の断層）：国の天然記念物。

## 文化・名物

### 祭事・催事
- 南アルプス早川山菜まつり（5月3日）
- 奥山梨はやかわ紅葉と食まつり（10月30日）

### 名産・特産
- 雨畑硯

### 方言
- 奈良田方言

## 早川町を舞台とした作品

### 小説
- 『異変街道』 - 松本清張の時代小説。西山温泉を起点とする山岳地域が舞台となっている。
- 『考える葉』 - 松本清張の推理小説。雨畑集落が「硯の村」、「身延山の裏」として登場する。
- 『マークスの山』 - 高村薫の長編推理小説。奈良田が舞台の一つとなっている。
- 『山峡』 - 石黒佐近の小説。硯島村（現在の早川町大島・雨畑）が主人公の居住地で舞台となっている。